# Lophostoma amoenum
Lophostoma amoenum är en tibastväxtart som beskrevs av Nevling. Lophostoma amoenum ingår i släktet Lophostoma och familjen tibastväxter. Inga underarter finns listade i Catalogue of Life.